# Bilje

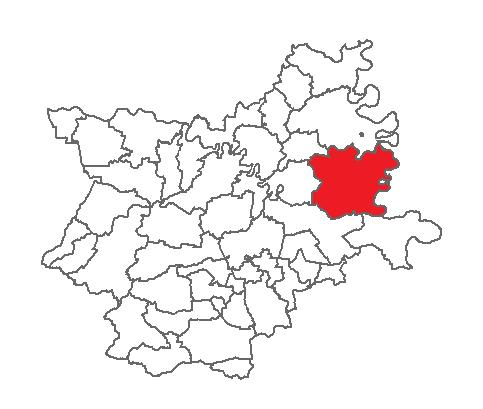
Lage der Gemeinde Bilje in der Gespanschaft Osijek-Baranja

Bilje (ungarisch Bellye, serbisch-kyrillisch Биље) liegt im Nordosten Kroatiens und ist der Verwaltungssitz der gleichnamigen Gemeinde. 

## Siedlungen der Gemeinde
Aus der Volkszählung im Jahr 2021 geht hervor, dass die Gemeinde Bilje 4771 Einwohner zählt, die folgendermaßen in den acht zugehörigen Dörfern verteilt sind:
- Bilje – 3159
- Kopačevo – 467
- Kozjak – 21
- Lug – 599
- Podunavlje – 1
- Tikveš – 15
- Vardarac – 504
- Zlatna Greda – 5

## Geographie
Die Gemeinde Bilje liegt im südwestlichen Teil der Baranja, in der Mikroregion der Drau-Donau Marschländer. Bilje, der Sitz der Gemeinde, ist von Osijek (der Sitz der Gespanschaft Osijek-Baranja) kurz entfernt (7 km). Durch Bilje verläuft auch die Landstraße D7 und die Gespanschaftstraße Ž4042 und Ž4056.

## Geschichte
Die Dörfer der Gemeinde Bilje sind auf dem Mündungsgebiet der Drau und Donau Flutgelände entstanden. Die Flutgelände waren schon in der Vorzeit bevölkert, wovon ergiebige archäologische Funde zeugen. Bilje, Kopačevo, Vardarac und Lug befanden sich auf wichtigen Wegen schon seit römischer Zeit, als damals der Limes von Mursa Maior (Osijek) nach Aquincum (Budim) verlief. Während des Josip-Weg Aufbaus (1772–1777) – der Fahrbahnwall der Osijek mit Bilje verband – wurde auf dem Bahnübergang mit dem römischen Weg ein Meilenstein gefunden. 
Während der türkischen Okkupation im 16. und 17. Jahrhundert war Lug der Reformmittelpunkt, wobei Mihajlo Starin eine wesentliche Rolle spielte. Nach dem Sieg über die Türken bei Senta (1697) bekam Herzog Eugen von Savoyen vom Kaiser Leopold I., als Schenkung für militärische Verdienste, Teile der südlichen Baranja und baute in Bilje das Jagdschloss, das mehrere Jahrhunderte als Verwaltungssitz der Lehnsherrschaft fungierte. Im Jahr 1736, nach Savoyens Tod, ging das Gut und die Ländereien an die Hofkammer über und Maria Theresia schenkte 1780 das Anwesen ihrer Tochter Maria Christina  und ihrem Ehemann Prinz Albert Kasimir. Später erbte das Gut Erzherzog Karl und es blieb bis zum Ersten Weltkrieg im Besitz seines Bruders Friedrich.
Nach Ende des Ersten Weltkrieges und bis zum Friedensvertrag von Trianon gehörte die Region zum Komitat Baranya. Kurz darauf, im Jahr 1918 wurde es dem neuen Königreich Jugoslawien zugesprochen. Während des 2. Weltkrieges, von 1941 bis 1945, gehörte das Gebiet wieder zu Ungarn. Später folgte dann die Eingliederung in die SFR Jugoslawien. 
Nach der Unabhängigkeit Kroatiens 1991 und dem darauffolgenden Kroatienkrieg fiel der Ort zunächst in die Hände der aufständischen Serben. Die nichtserbische Bevölkerung wurde teilweise vertrieben. Im Jahr 1998 wurde Bilje und die südliche Baranja per Friedensabkommen an Kroatien friedlich zurückgegeben.

## Bevölkerung
| Bevölkerungsentwicklung | Bevölkerungsentwicklung | Bevölkerungsentwicklung | Bevölkerungsentwicklung | Bevölkerungsentwicklung | Bevölkerungsentwicklung | Bevölkerungsentwicklung | Bevölkerungsentwicklung | Bevölkerungsentwicklung | Bevölkerungsentwicklung | Bevölkerungsentwicklung | Bevölkerungsentwicklung | Bevölkerungsentwicklung | Bevölkerungsentwicklung | Bevölkerungsentwicklung | Bevölkerungsentwicklung | Bevölkerungsentwicklung | Bevölkerungsentwicklung |
| ----------------------- | ----------------------- | ----------------------- | ----------------------- | ----------------------- | ----------------------- | ----------------------- | ----------------------- | ----------------------- | ----------------------- | ----------------------- | ----------------------- | ----------------------- | ----------------------- | ----------------------- | ----------------------- | ----------------------- | ----------------------- |
| 1857                    | 1869                    | 1880                    | 1890                    | 1900                    | 1910                    | 1921                    | 1931                    | 1948                    | 1953                    | 1961                    | 1971                    | 1981                    | 1991                    | 2001                    | 2011                    | 2021                    |                         |
| 1232                    | 1242                    | 1227                    | 1265                    | 1138                    | 1108                    | 3443                    | 1174                    | 1104                    | 1230                    | 1595                    | 1845                    | 2489                    | 3571                    | 3224                    | 3613                    | 3159                    |                         |

## Sehenswürdigkeiten

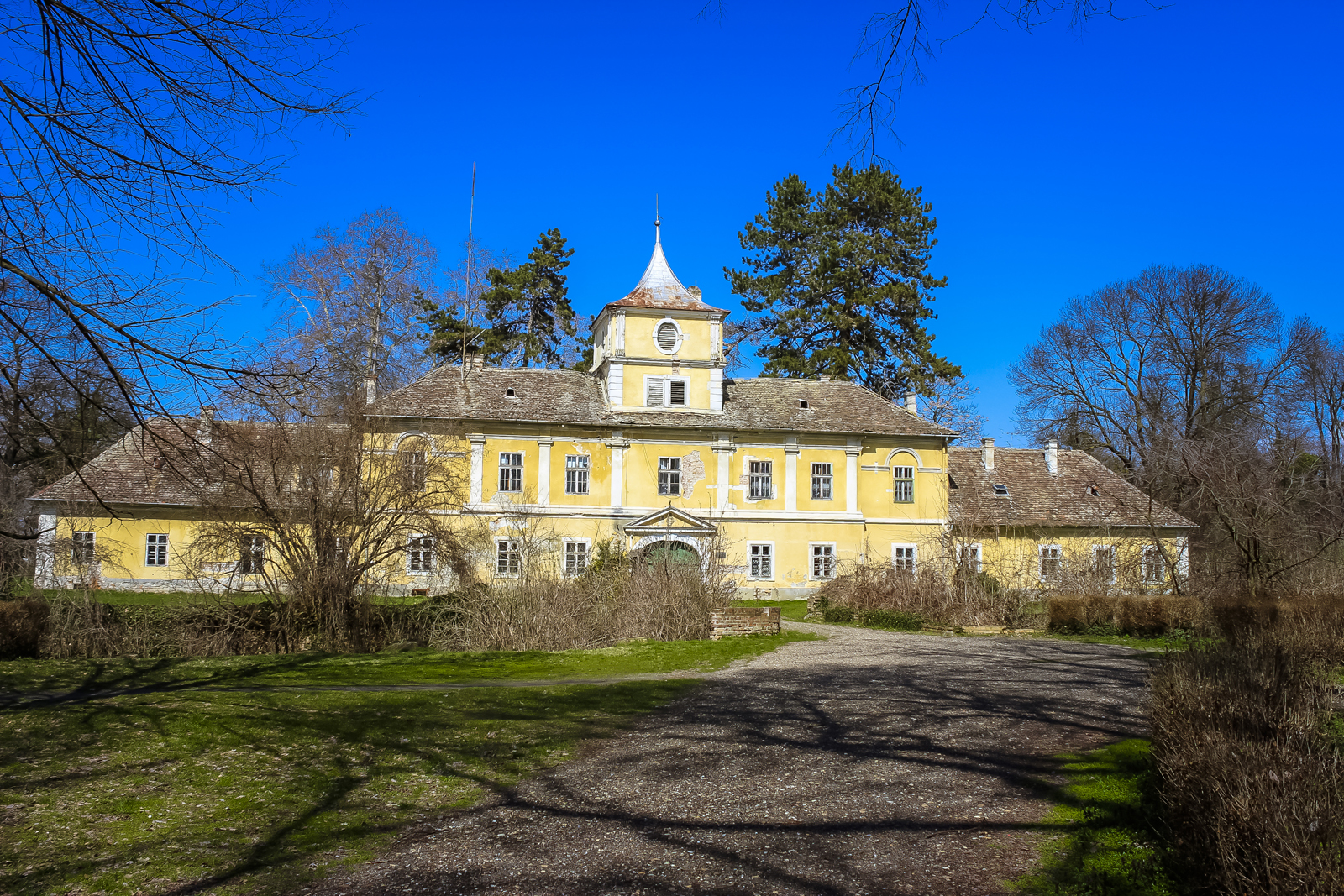
Das Jagdschloss in Bilje wurde Anfang des 18. Jahrhunderts von Prinz Eugen von Savoyen erbaut. Es handelt sich um ein vierflügeliges Gebäude das von einem Wassergraben umgeben ist und über eine Brücke zugänglich ist. Der bedeutende Feldherr des Habsburgerreiches erhielt das Gebiet als königliche Schenkung für seine militärischen Verdienste.
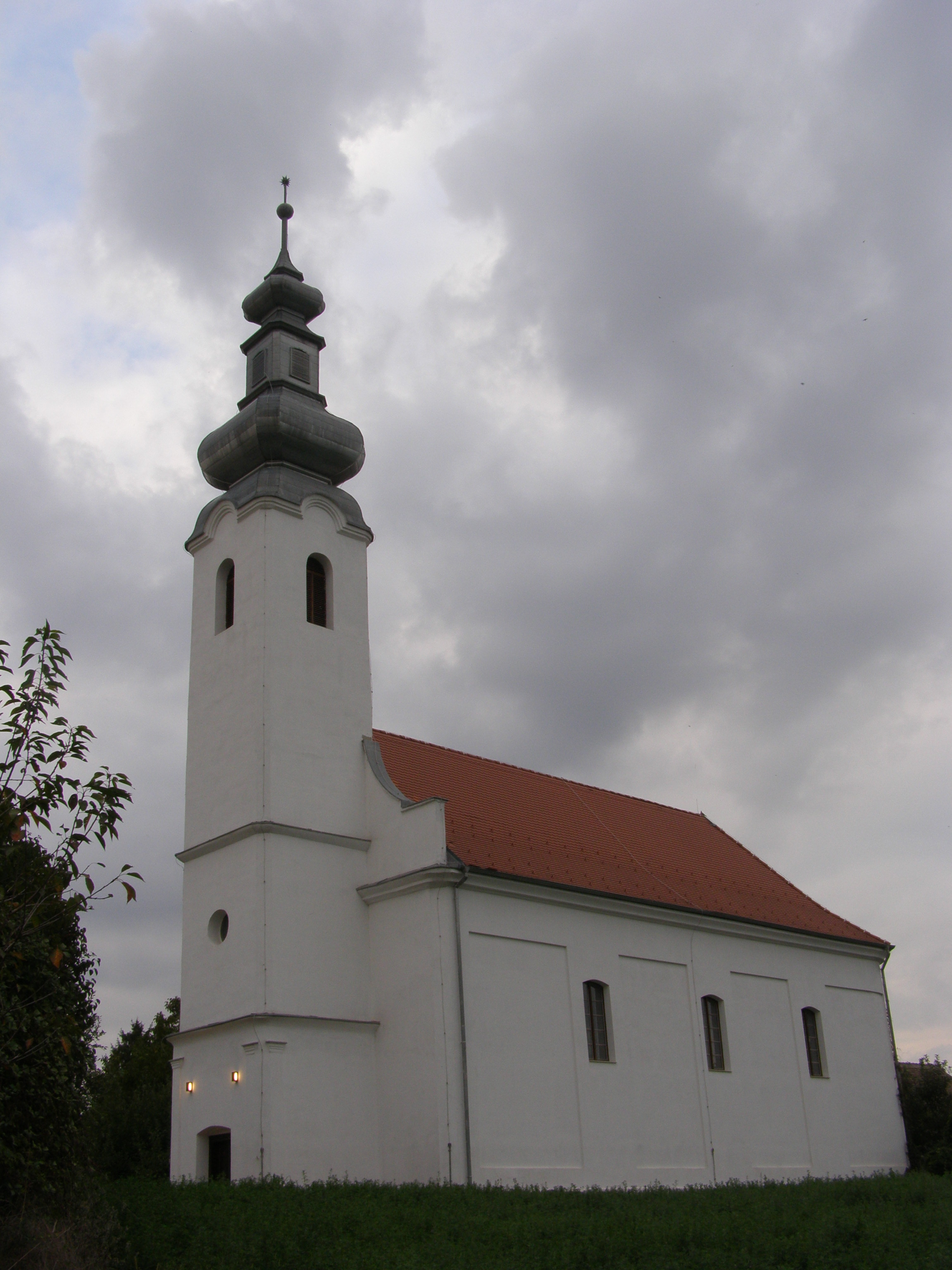
Reformierte Kirche
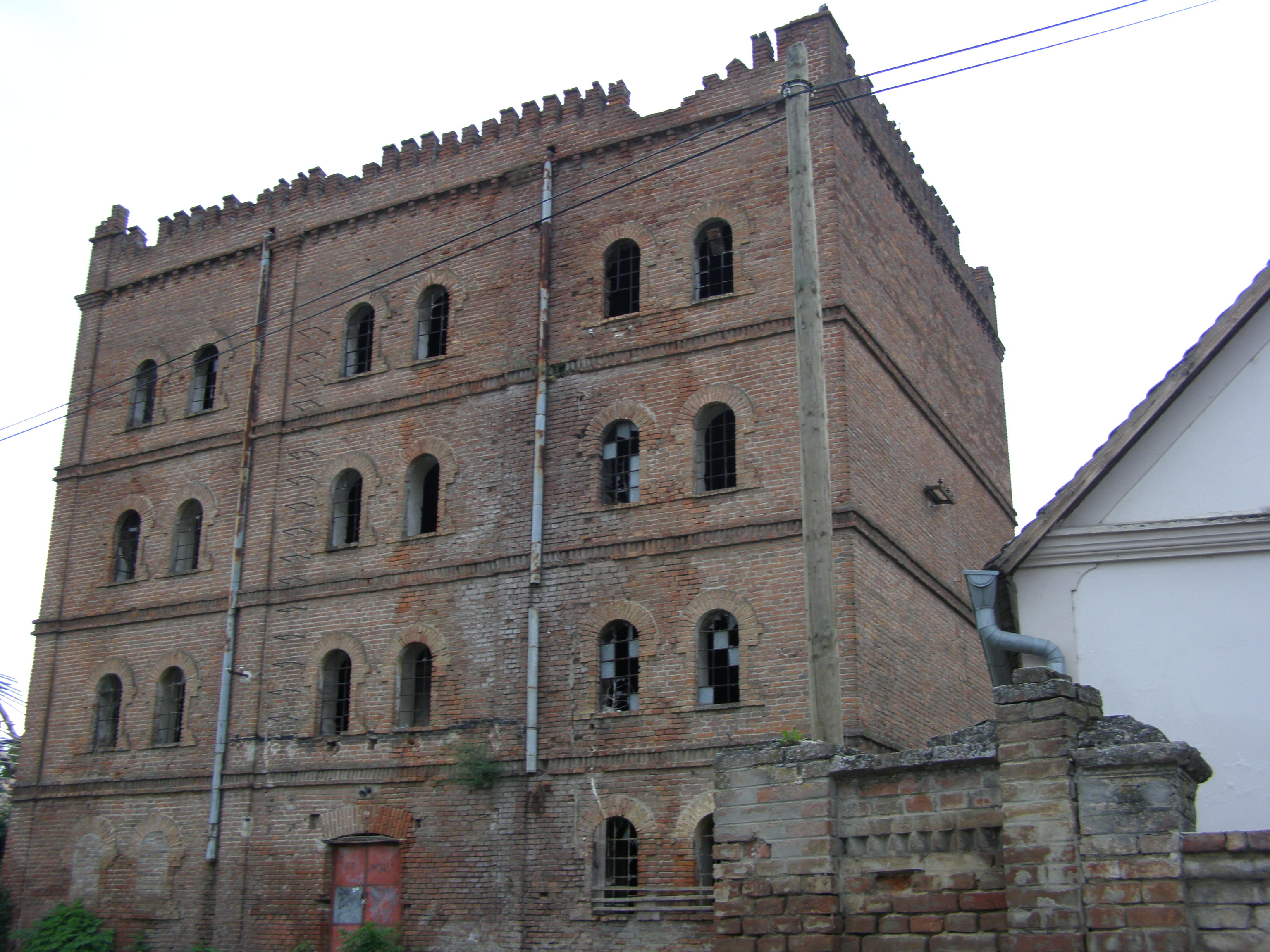
Das erhaltene Getreidelager der ehemaligen Mühle von Bilje wurde in der ersten Hälfte des 20. Jahrhunderts erbaut. Das Gebäude hat einen zweigeschossigen trapezförmigen Grundriss, ist gemauert und hat ein geneigtes Dach das mit flachen Tonziegeln gedeckt wurde.
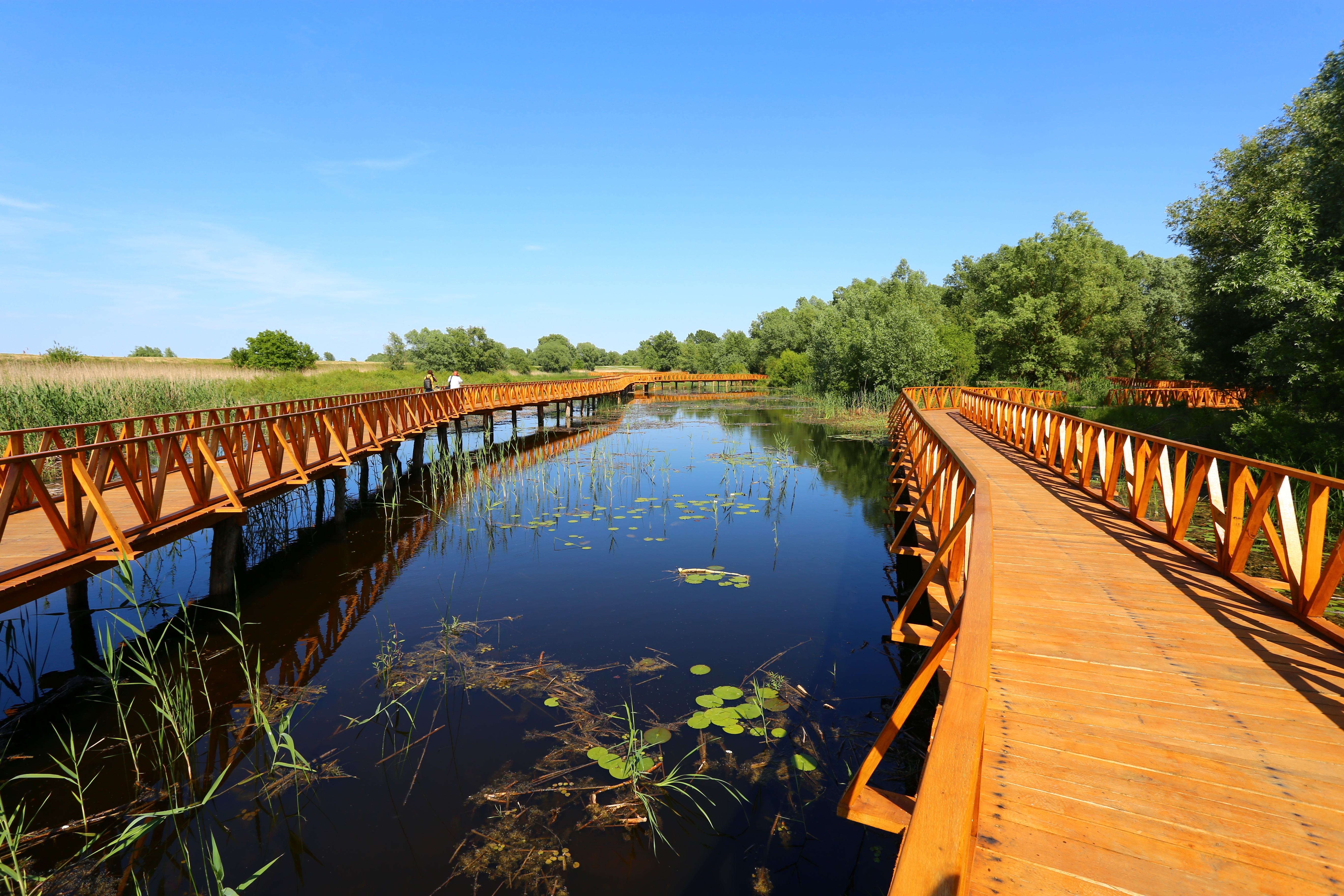
Holzsteg in Kopački rit

- Die Pfarrkirche der Heiligen Jungfrau Maria wurde zwischen 1773 und 1775 erbaut. Das Bauwerk ist einschiffig mit einem halbkreisförmigen Apsisabschluss und einem Glockenturm.  - Jagdschloss vom Prinz Eugen von Savoyen
  - Reformierte Kirche
  - Lagerhaus der ehemaligen Mühle
  - Holzsteg in Kopački rit

## Attraktionen
- Kopački rit ist ein Naturpark und liegt 3,5 Kilometer von Bilje entfernt. Dort kann man die verschiedensten Arten von Tieren besichtigen. Unter anderem sind da sogar 260 Vogelarten zuhause.
- Auf dem Gebiet der Gemeinde Bilje liegen die einzigen Reste der Steppenwiese in Kroatien. Diese wurden von der Lokalgemeinschaft geschützt.

## Kultur
Die größten Kirchen der Gemeinde Bilje sind die Kirche „Crkva Bezgrešnog Začeća Blažene Djevice Marije“ in Bilje und die kalvinistische Kirche in Lug. In den Dörfern kann man auch heute noch gut erhaltene Häuser und Familienwirtschaften aus der traditionellen Architektur bestaunen, die dem Stil des ländlichen Barocks, Eklektizismus und Secession angehören. Lebendig ist auch die Aktivität der Folklorevereine, die die Tänze und Sitten pflegen. Die Frauen fertigen traditionelle Handarbeit, wertvolle Stücke aus Textil und Naturprodukte. In Bilje und Tikveš sind zwei Landschlösser zu finden. Das Barockschloss von Eugen Savojski in Bilje ist ein Denkmal der Null-Kategorie. Das Jagdschloss von der Familie Habsburg hat viele Könige und Kaiser empfangen, z. B. Franz Joseph, Wilhelm II. usw.

## Persönlichkeiten

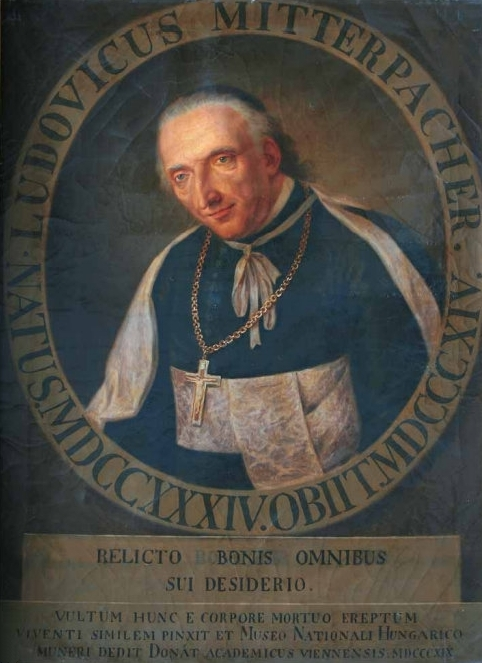
Ludwig Mitterpacher

Der Jesuit, Agronom, Technologe und Botaniker Ludwig Mitterpacher von Mitterburg (1734–1814), dessen Werke die europäische Landwirtschaft und die Technologie der Verarbeitung der landwirtschaftlichen Produkte weiterentwickelt haben, ist in Bilje geboren.